# Takeuchi Tsubasa
Tsubasa Takeuchi (sinh ngày 20 tháng 5 năm 1991) là một cầu thủ bóng đá người Nhật Bản.

## Sự nghiệp câu lạc bộ
Tsubasa Takeuchi đã từng chơi cho Fagiano Okayama.